# Labidostomis balcanica
Labidostomis balcanica es una especie de insecto coleóptero de la familia Chrysomelidae.
Fue descrita científicamente en 1987 por Tomov.